# Mežciems
Mežciems er en af Rigas 47 bydele (lettisk: apkaime, sing.). Mežciems har 16.151 indbyggere og dets areal udgør 766,70 hektar, hvilket giver en befolkningstæthed på 21 indbyggere per hektar.

## Eksterne kildehenvisninger
- Apkaimes – Rigas bydelsprojekt